# Alfred Treptow
Alfred Erwin Treptow (* 29. April 1902 in Heiligenbeil, Ostpreußen; † 20. Dezember 1962 in Witten) war ein deutscher Schriftsteller und Pfarrer.

## Leben
Treptow schloss sein Studium 1930 mit einer Promotion über Goethes „Urfaust“ und Brentanos Romanzen vom Rosenkranz ab. Von 1935 bis 1945 war er Studienrat im ostpreußischen Allenstein. Nach dem Krieg stand er im Dienst der Braunschweigischen evangelisch-lutherischen Landeskirche und arbeitete an der Oberschule Alfeld (Leine). 1950 wurde er Pfarrer in Wahle, heute Ortsteil der Gemeinde Vechelde.
Seine während der Zeit des Nationalsozialismus in Deutschland verfassten, tendenziösen Romane erlebten nach dem Krieg Wiederauflagen. Er war Mitherausgeber von Westermanns Lesebuch für Mittelschulen.

## Schriften
- „Erkennen“. Versuch einer Deutung der Grundidee in Goethes „Urfaust“ und Clemens Brentanos „Romanzen vom Rosenkranz“. 1932 (= Diss. Königsberg 1930).
- Der bestirnte Himmel über mir. Kant-Roman. 1939 (2. Auflage 1940, 3. Auflage 1942, weitere Auflage 1950).
- Eine schöne Menschenseele finden. Herder-Roman. 1944 (2. Auflage 1949).
- Ich und Du. Hebbel-Roman. 1948.

| Personendaten    | Personendaten                        |
| ---------------- | ------------------------------------ |
| NAME             | Treptow, Alfred                      |
| ALTERNATIVNAMEN  | Treptow, Alfred Erwin                |
| KURZBESCHREIBUNG | deutscher Schriftsteller und Pfarrer |
| GEBURTSDATUM     | 29. April 1902                       |
| GEBURTSORT       | Heiligenbeil (Ostpreußen)            |
| STERBEDATUM      | 20. Dezember 1962                    |
| STERBEORT        | Witten                               |